# (74091) 1998 QH3
(74091) 1998 QH3 – planetoida z pasa głównego asteroid okrążająca Słońce w ciągu 4,26 lat w średniej odległości 2,63 j.a. Odkryta 17 sierpnia 1998 roku.